# フロンティアリーグ
フロンティアリーグ（Frontier League）は、アメリカ合衆国中西部・北東部、カナダ東部の18球団で活動するプロ野球の北米独立リーグ。

## 概要
1993年に設立され、同年からリーグ戦を行なっている。
2019年10月16日、カナディアン・アメリカン・リーグ（カンナムリーグ）を当リーグに吸収合併することを発表した。カンナムリーグ所属の5球団が翌2020年シーズンからフロンティアリーグで活動することになったが、新型コロナウイルスの感染拡大に伴いリーグ戦は中止となった。
2020年9月24日に「MLBパートナーリーグ」に認定され、MLBの協力を得て運営していくことになった。

## リーグ構成球団
2025年シーズン
| ディビジョン | チーム                           | 英名                     | 設立年 | 参加年 | 本拠地                             | 備考                                                                    |
| ------------ | -------------------------------- | ------------------------ | ------ | ------ | ---------------------------------- | ----------------------------------------------------------------------- |
| 東部         | ダウンイースト・バードドッグス   | Down East Bird Dawgs     | 2025   | 2025   | ノースカロライナ州キンストン       |                                                                         |
| 東部         | ニューイングランド・ノックアウツ | New England Knockouts    | 2024   | 2024   | マサチューセッツ州ブロックトン     |                                                                         |
| 東部         | ニュージャージー・ジャッカルズ   | New Jersey Jackals       | 1998   | 2020   | ニュージャージー州リトルフォールズ | 2019年まではカンナムリーグに所属                                        |
| 東部         | ニューヨーク・ボールダーズ       | New York Boulders        | 2011   | 2020   | ニューヨーク州ポモナ               | 2019年まではロックランド・ボールダーズとしてカンナムリーグに所属        |
| 東部         | オタワ・タイタンズ               | Ottawa Titans            | 2021   | 2021   | オンタリオ州オタワ                 | 2021年は活動休止し2022年から本格参入                                    |
| 東部         | ケベック・キャピタルズ           | Québec Capitales         | 1999   | 2020   | ケベック州ケベック                 | 2019年まではカンナムリーグに所属。 2021年は活動休止し2022年から本格参入 |
| 東部         | サセックスカウンティ・マイナーズ | Sussex County Miners     | 2015   | 2020   | ニュージャージー州オーガスタ       | 2019年まではカンナムリーグに所属                                        |
| 東部         | トリシティ・バレーキャッツ       | Tri-City ValleyCats      | 2001   | 2021   | ニューヨーク州トロイ               | 2020年まではヒューストン・アストロズ傘下                                |
| 東部         | トロワリヴィエール・エーグルス   | Trois-Rivières Aigles    | 2013   | 2020   | ケベック州トロワリヴィエール       | 2019年まではカンナムリーグに所属。 2021年は活動休止し2022年から本格参入 |
| 西部         | エバンズビル・オッターズ         | Evansville Otters        | 1993   | 1993   | インディアナ州エバンズビル         |                                                                         |
| 西部         | フローレンス・ヨールズ           | Florence Y'alls          | 1994   | 2003   | ケンタッキー州フローレンス         |                                                                         |
| 西部         | ゲートウェイ・グリズリーズ       | Gateway Grizzlies        | 2001   | 2001   | イリノイ州ソーゲット               |                                                                         |
| 西部         | ジョリエット・スラマーズ         | Joliet Slammers          | 2002   | 2011   | イリノイ州ジョリエット             | 2002 - 2010はノーザンリーグに所属                                       |
| 西部         | レイクエリー・クラッシャーズ     | Lake Erie Crushers       | 2009   | 2009   | オハイオ州アボン                   |                                                                         |
| 西部         | ミシシッピ・マッドモンスターズ   | Mississippi Mud Monsters | 2025   | 2025   | ミシシッピ州パール                 |                                                                         |
| 西部         | ワシントン・ワイルドシングス     | Washington Wild Things   | 1997   | 1997   | ペンシルベニア州ワシントン         |                                                                         |
| 西部         | シャンバーグ・ブーマーズ         | Schaumburg Boomers       | 1993   | 2011   | イリノイ州シャンバーグ             | 1993 - 2010はノーザンリーグに所属                                       |
| 西部         | ウィンディシティ・サンダーボルツ | Windy City ThunderBolts  | 1999   | 1993   | イリノイ州クレストウッド           |                                                                         |

## 過去に加盟していた球団
| チーム                                   | 英名                     | 参加年 | 脱退年 | 本拠地                               | 備考                                                                         |
| ---------------------------------------- | ------------------------ | ------ | ------ | ------------------------------------ | ---------------------------------------------------------------------------- |
| ウェストバージニア・コールソックス       | West Virginia Coal Sox   | 1993   | 1993   | ウェストバージニア州ウェイン         |                                                                              |
| トライステート・トマホークス             | Tri-State Tomahawks      | 1993   | 1993   | ケンタッキー州アシュランド           |                                                                              |
| ケンタッキー・ライフルズ                 | Kentucky Rifles          | 1993   | 1994   | ケンタッキー州パイクビル             |                                                                              |
| ランカスター・スコーツ                   | Lancaster Scouts         | 1993   | 1994   | オハイオ州ランカスター               | →エバンズビル・オッターズに名称変更                                          |
| ゼーンズビル・グレイズ                   | Zanesville Greys         | 1993   | 1996   | オハイオ州ゼインズビル               | →1999にリバーシティ・ラスカルズとして復帰                                    |
| オハイオバレー・レッドコーツ             | Ohio Valley Redcoats     | 1993   | 2005   | ウェストバージニア州パーカーズバーグ | →2003にケノーシャ・マンモスズとして復帰 2005に再び名称変更                   |
| ケノーシャ・マンモスズ                   | Kenosha Mammoths         | 2003   | 2003   | ウィスコンシン州ケノーシャ           | →スプリングフィールド・オザーク・ダックスに名称変更                          |
| スプリングフィールド・オザーク・ダックス | Springfield-Ozark Ducks  | 2004   | 2004   | ミズーリ州オザーク                   | →オハイオバレー・レッドコーツに再び名称変更                                  |
| チリコシー・ペインツ                     | Chillicothe Paints       | 1993   | 2008   | オハイオ州チリコシー                 |                                                                              |
| ポーツマス・エクスプローラーズ           | Portsmouth Explorers     | 1993   | 1995   | オハイオ州ポーツマス                 | →スプリングフィールド・キャピタルズに名称変更                                |
| スプリングフィールド・キャピタルズ       | Springfield Capitals     | 1996   | 2001   | イリノイ州スプリングフィールド       | →ロックフォード・リバーホークスに名称変更                                    |
| ニューアーク・バファローズ               | Newark Buffaloes         | 1994   | 1994   | オハイオ州ニューアーク               | →ニューアーク・バイソンに名称変更                                            |
| ニューアーク・バイソン                   | Newark Bison             | 1995   | 1995   | オハイオ州ニューアーク               | →カラマズー・コディアックスに名称変更                                        |
| カラマズー・コディアックス               | Kalamazoo Kodiaks        | 1996   | 1998   | ミシガン州カラマズー                 | →ロンドン・ウェアウルブズに名称変更                                          |
| ロンドン・ウェアウルブズ                 | London Werewolves        | 1999   | 2001   | オンタリオ州ロンドン                 | →2003にミッドミズーリ・マーベリックスとして復帰                              |
| ミッドミズーリ・マーベリックス           | Mid-Missouri Mavericks   | 2003   | 2005   | ミズーリ州コロンビア                 |                                                                              |
| エリー・セイラーズ                       | Erie Sailors             | 1994   | 1994   | ペンシルベニア州エリー               | →ジョンズタウン・スチールに名称変更                                          |
| ジョンズタウン・スチール                 | Johnstown Steal          | 1995   | 1997   | ペンシルベニア州ジョンズタウン       | →ジョンズタウン・ジョニーズに名称変更                                        |
| ジョンズタウン・ジョニーズ               | Johnstown Johnnies       | 1998   | 2002   | ペンシルベニア州ジョンズタウン       | →フローレンス・フリーダムに名称変更                                          |
| リッチモンド・ルースターズ               | Richmond Roosters        | 1995   | 2005   | インディアナ州リッチモンド           | →トラバースシティ・ビーチバムズに名称変更                                    |
| カントン・クロコダイルズ                 | Canton Crocodiles        | 1997   | 2002   | オハイオ州カントン                   | →ワシントン・ワイルドシングスに名称変更                                      |
| デュボイスカウンティ・ドラゴンズ         | Dubois County Dragons    | 1999   | 2002   | インディアナ州ハンティンバーグ       | 1996 - 1998はハートランド・リーグに所属                                      |
| クックカウンティ・チーターズ             | Cook County Cheetahs     | 1999   | 2003   | イリノイ州クレストウッド             | →ウィンディシティ・サンダーボルツに名称変更 1998はハートランド・リーグに所属 |
| カラマズー・キングス                     | Kalamazoo Kings          | 2001   | 2010   | ミシガン州カラマズー                 |                                                                              |
| スリッパリーロック・スライダーズ         | Slippery Rock Sliders    | 2007   | 2007   | ペンシルベニア州スリッパリーロック   | →ミッドウェスト・スライダーズに名称変更                                      |
| ミッドウェスト・スライダーズ             | Midwest Sliders          | 2008   | 2009   | 本拠地無し                           | →オークランドカウンティ・クルーザーズに名称変更                              |
| オークランドカウンティ・クルーザーズ     | Oakland County Cruisers  | 2010   | 2010   | ミシガン州ウォーターフォード         |                                                                              |
| ロンドン・リッパーズ                     | London Rippers           | 2012   | 2012   | オンタリオ州ロンドン（ カナダ）      |                                                                              |
| ロックフォード・アビエイターズ           | Rockford Aviators        | 1993   | 2015   | イリノイ州ラブズパーク               | 1993 - 2001は別名称、2010はノーザンリーグに所属                              |
| フロンティア・グレイズ                   | Frontier Greys           | 2013   | 2015   | 本拠地無し                           | チーム数が奇数の時に結成されるトラベリングチーム                             |
| トラバースシティ・ビーチバムズ           | Traverse City Beach Bums | 1995   | 2018   | ミシガン州トラバースシティ           | 1995 - 2005のチーム名はリッチモンド・ルースターズ                            |
| ノーマル・コーンベルターズ               | Normal CornBelters       | 2010   | 2018   | イリノイ州ノーマル                   | →学生野球チームに変更                                                        |
| リバーシティ・ラスカルズ                 | River City Rascals       | 1993   | 2019   | ミズーリ州オファロン                 | 1993 - 1996のチーム名はゼーンズビル・グレイズ                                |
| サザンイリノイ・マイナーズ               | Southern Illiois Miners  | 2007   | 2021   | イリノイ州マリオン                   |                                                                              |
| エキップ・ケベック                       | Équipe Québec            | 2021   | 2021   | ケベック州（ カナダ）                | 臨時に結成されたトラベリングチーム                                           |
| エンパイアステート・グレイズ             | Empire State Greys       | 2022   | 2023   | 本拠地無し                           | チーム数が奇数の時に結成されるトラベリングチーム                             |

## 歴代優勝チーム
- 1993年 ゼインズビル・グレイズ (Zanesville Greys)
- 1994年 エリー・セイラーズ (Erie Sailors)
- 1995年 ジョンズタウン・スティール (Johnstown Steal)
- 1996年 スプリングフィールド・キャピタルズ (Springfield Capitals)
- 1997年 カントン・クロコダイルズ (Canton Crocodiles)
- 1998年 スプリングフィールド・キャピタルズ (Springfield Capitals)
- 1999年 ロンドン・ウェアウルブズ (London Werewolves)
- 2000年 ジョンズタウン・ジョニーズ (Johnstown Johnnies)
- 2001年 リッチモンド・ルースターズ (Richmond Roosters)
- 2002年 リッチモンド・ルースターズ (Richmond Roosters)
- 2003年 ゲートウェイ・グリズリーズ (Gateway Grizzlies)
- 2004年 ロックフォード・リバーホークス (Rockford RiverHawks)
- 2005年 カラマズー・キングス (Kalamazoo Kings)
- 2006年 エバンスビル・オッターズ (Evansville Otters)
- 2007年 ウインディーシティ・サンダーボルツ (Windy City ThunderBolts)
- 2008年 ウインディーシティ・サンダーボルツ (Windy City ThunderBolts)
- 2009年 レイクエリー・クラッシャーズ (Lake Erie Crushers)
- 2010年 リバーシティ・ラスカルズ (River City Rascals)
- 2011年 ジョリエット・スラマーズ (Joliet Slammers)
- 2012年 サザンイリノイ・マイナーズ (Southern Illinois Miners)
- 2013年 シャンバーグ・ブーマーズ (Schaumburg Boomers)
- 2014年 シャンバーグ・ブーマーズ (Schaumburg Boomers)
- 2015年 トラバースシティ・ビーチバムズ (Traverse City Beach Bums)
- 2016年 エバンスビル・オッターズ (Evansville Otters)
- 2017年 シャンバーグ・ブーマーズ (Schaumburg Boomers)
- 2018年 ジョリエット・スラマーズ (Joliet Slammers)
- 2019年 リバーシティ・ラスカルズ (River City Rascals)
- 2020年 開催中止
- 2021年 シャンバーグ・ブーマーズ (Schaumburg Boomers)
- 2022年 ケベック・キャピタルズ (Québec Capitales)
- 2023年 ケベック・キャピタルズ (Québec Capitales)
- 2024年 ケベック・キャピタルズ (Québec Capitales)

## 日本人選手
投手
- 金本浩司（ジョンズタウン・ジョニーズ、1998）
- 塩屋大輔（ジョンズタウン・ジョニーズ、1998）
- 本多智弘（エバンズビル・アターズ、2001・クックカウンティ・チーターズ、2002）
- 広瀬保志（エバンズビル・アターズ、2001）
- 長坂秀樹（クックカウンティ・チーターズ、2002）
- 大竹秀義（シャンバーグ・ブーマーズ、2015）
- 赤沼淳平（シャンバーグ・ブーマーズ、2019・2022）
- 赤塚瑞樹（ニュージャージー・ジャッカルズ→エンパイアステート・グレイズ、2022）
- 吉川峻平（シャンバーグ・ブーマーズ、2022 - 2023）
- 迫勇飛（ニュージャージー・ジャッカルズ、2023）
- 塩田裕一（ニュージャージー・ジャッカルズ、2023）
- 内藤航世（トロワリヴィエール・エーグルス、2024）
- 小東良（ケベック・キャピタルズ、2024）
- 伊藤龍介（ケベック・キャピタルズ、2025 - ）
- 櫻井政利（ケベック・キャピタルズ、2025 - ）

捕手
- 福田満樹（オタワ・タイタンズ、2022 - 2023）

内野手
- 小林充（ダボイズカウンティ・ドラゴンズ、2001）
- 山本健士（トラバースシティ・ビーチバムス、2007）
- 新井勝也（エンパイアステート・グレイズ、2023）
- 大山盛一郎（オタワ・タイタンズ、2025）
- 太刀岡蓮（オタワ・タイタンズ、2025 - ）

外野手
- 池田豪（カラマズー・コディアックス、1998）
- 根鈴雄次（エバンズビル・アターズ、2001）
- 村西辰彦（フローレンス・フリーダム、2003）
- 福原大生（ウィンディシティ・サンダーボルツ、2019）
- 板倉寛樹（エンパイアステート・グレイズ、2022）

不明
- 松村邦洋（ロンドン・ウェアウルブズ、1999） - お笑いタレント。代打で1打席のみ立っている。